# Alice Masaryková

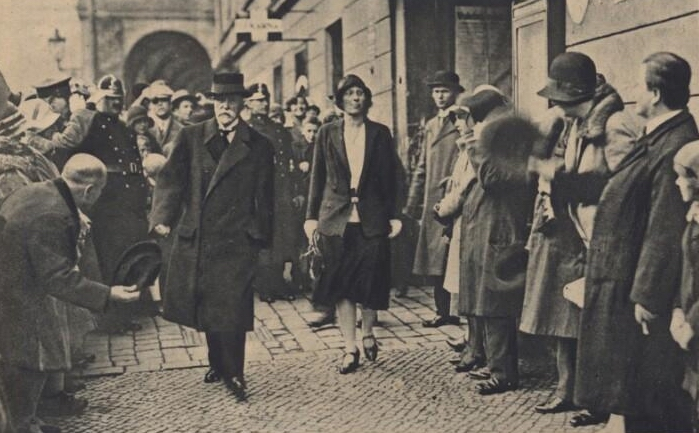
Alice Masaryková s otcem jdou k volbám (Pestrý týden, 1929)

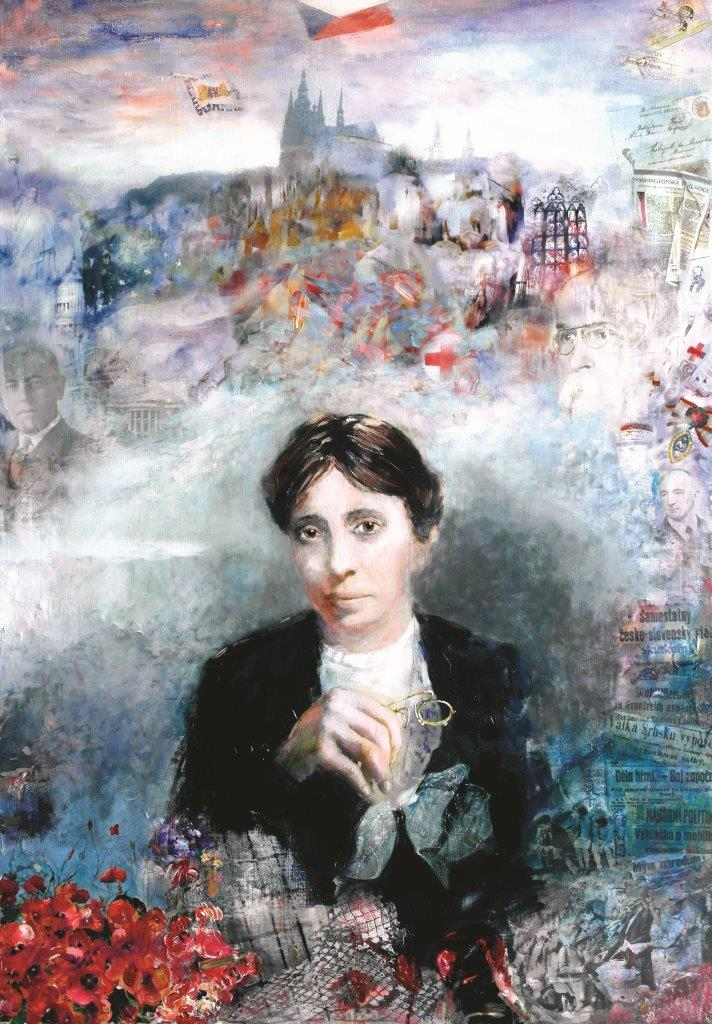
Obraz na plátně s portrétem Alice Garrigue Masarykové od akademického malíře Pavla Vavryse

Alice Garrigue Masaryková (3. května 1879 Vídeň, Rakousko-Uhersko – 29. listopadu 1966 Chicago, USA) byla česká veřejná činitelka, zakladatelka a první předsedkyně Československého červeného kříže, bojovala za zlepšení sociální situace a vzdělávaní žen. Byla dcerou Charlotty Garrigue Masarykové a Tomáše Garrigua Masaryka a po smrti své matky se stala první dámou Československa.

## Život

### Mládí a vzdělání
Studovala na Střední soukromé škole dívčího spolku Minerva a v červenci 1898 maturovala na chlapeckém Akademickém gymnáziu. Poté jeden rok hospitovala na lékařské fakultě Univerzity Karlovy. Studia však po roce zanechala, kvůli špatnému zraku, a protože postrádala společnost, duchovní rozměr a zároveň byla nespokojená, že nemůže pomáhat lidem. Přešla na filozofickou fakultu a vystudovala filosofii, sociologii a historii na Karlově univerzitě v Praze, kde v roce 1903 promovala jako čtvrtá doktorka vůbec. Studia si prohloubila na univerzitách v Berlíně, Lipsku a Chicagu. Od 20. srpna do 11. září 1915 pracovala jako ošetřovatelka ve vojenské nemocnici (lazaretu) v Pardubicích.  Kvůli zahraničním politickým aktivitám jejího otce profesora Masaryka v průběhu první světové války byla v letech 1915–16 vyšetřována a vězněna. Zatčena byla v říjnu 1915 v souvislosti tzv. knoflíkovou aférou. Následovalo obvinění ze spoluúčasti na ukrývání Masarykových písemností, z účasti na otcových protistátních aktivitách a z vlastizrady. Byla převezena do vídeňského vězení, kde byla podrobena sérii výslechů. Alice Masaryková později uvedla, že vyšetřovateli Markusi Premingerovi bylo v podstatě lhostejné, co mu na jeho otázky odpovídala. Vzpomínala také na to, že dr. Preminger mluvil v narážkách, jimž nerozuměla, a že jí o otci řekl mnoho nového. K jejímu uvěznění tedy pravděpodobně nedošlo kvůli jejím odbojovým aktivitám, ale jako součást strategie rakousko-uherských úřadů při procesu proti jejímu otci. Propuštěna byla na nátlak amerického velvyslance ve Vídni.

### Veřejné působení v Československu
Po vzniku Československa se aktivně zúčastnila veřejného a politického života. V letech 1918–1919 byla poslankyní Revolučního národního shromáždění Republiky československé, kde ač Češka byla členkou slovenské parlamentní reprezentace (slovenští poslanci Revolučního národního shromáždění ještě nebyli organizováni podle stranických klubů). Na mandát v parlamentu rezignovala v září 1919. Vzhledem k tomu, že její matka a oficiální první dáma byla nemocná, fakticky vykonávala tuto roli Alice jako dcera prezidenta.
V roce 1919 založila Československý červený kříž a 20 let byla jeho předsedkyní. Za jejího působení vyvíjela tato organizace rozsáhlou zdravotnickou, charitativní a sociální činnost. Velmi se angažovala v ošetřovatelském školství, založila i Českou ošetřovatelskou školu. Alice Masaryková jednak aktivně podporovala vzdělávání ošetřovatelek a financování školy, jednak svým postavením a angažovaností pomáhala zvyšovat prestiž školy i ošetřovatelské profese. Její zásluhou přijely do Prahy roku 1920 tři americké sestry, které pomáhaly vybudovat na vysoké úrovni ošetřovatelskou školu v Praze. První česká ošetřovatelská škola byla po mnoho let zdrojem dobře vzdělaných diplomovaných sester nejprve pro Všeobecnou nemocnici v Praze, později pro další zdravotnické služby v nemocniční i v komunitní péči na celém území republiky.
V roce 1919 založila první Vyšší sociální školu v ČSR, v níž se připravovali v jednoročním studiu sociální pracovnice a pracovníci pro práci v terénu. Postupně ji také absolvovala řada diplomovaných sester, které začaly samostatně pracovat v lidovýchově a později kolem r. 1929 v Ošetřovatelské a zdravotní službě v rodinách. Stály dobře připraveny pro ošetřování i sociální a výchovnou práci v čele poraden, návštěvní služby a dalších terénních služeb, které zřizoval především Československý červený kříž.
V roce 1921 se postarala o vznik českých odnoží britského hnutí křesťanské mládeže YMCA a YWCA.
Po smrti své matky se Alice Masaryková věnovala vedení „prezidentské“ domácnosti svého otce, spolupracovala s Josipem Plečnikem na úpravách Hradu a jeho zahrad. S pražskou ošetřovatelskou školou byla spjata po celý život. Pravidelně se účastnila sjezdů absolventek, předávání diplomů a dalších významných událostí až do r. 1948, kdy byla nucena odejít do ústraní.

### Osud v emigraci
Po komunistickém převratu v Československu a nevyjasněné smrti svého bratra Jana Masaryka odešla koncem roku 1948 do emigrace a od roku 1950 žila v USA. Majetek v Československu jí byl po emigraci zabaven, včetně domu v Lánech, který nechala postavit pro Československý červený kříž. Se svými neteřemi Annou a Herbertou Masarykovými, které žily v Československu, byla stejně jako sestra Olga pouze v písemném kontaktu.
Alice Garrigue Masaryková zemřela 29. listopadu 1966 v Chicagu ve svých 87 letech. Její urna byla v roce 1994 z iniciativy Českého červeného kříže převezena do vlasti a uložena do rodinného hrobu v Lánech.

## Galerie

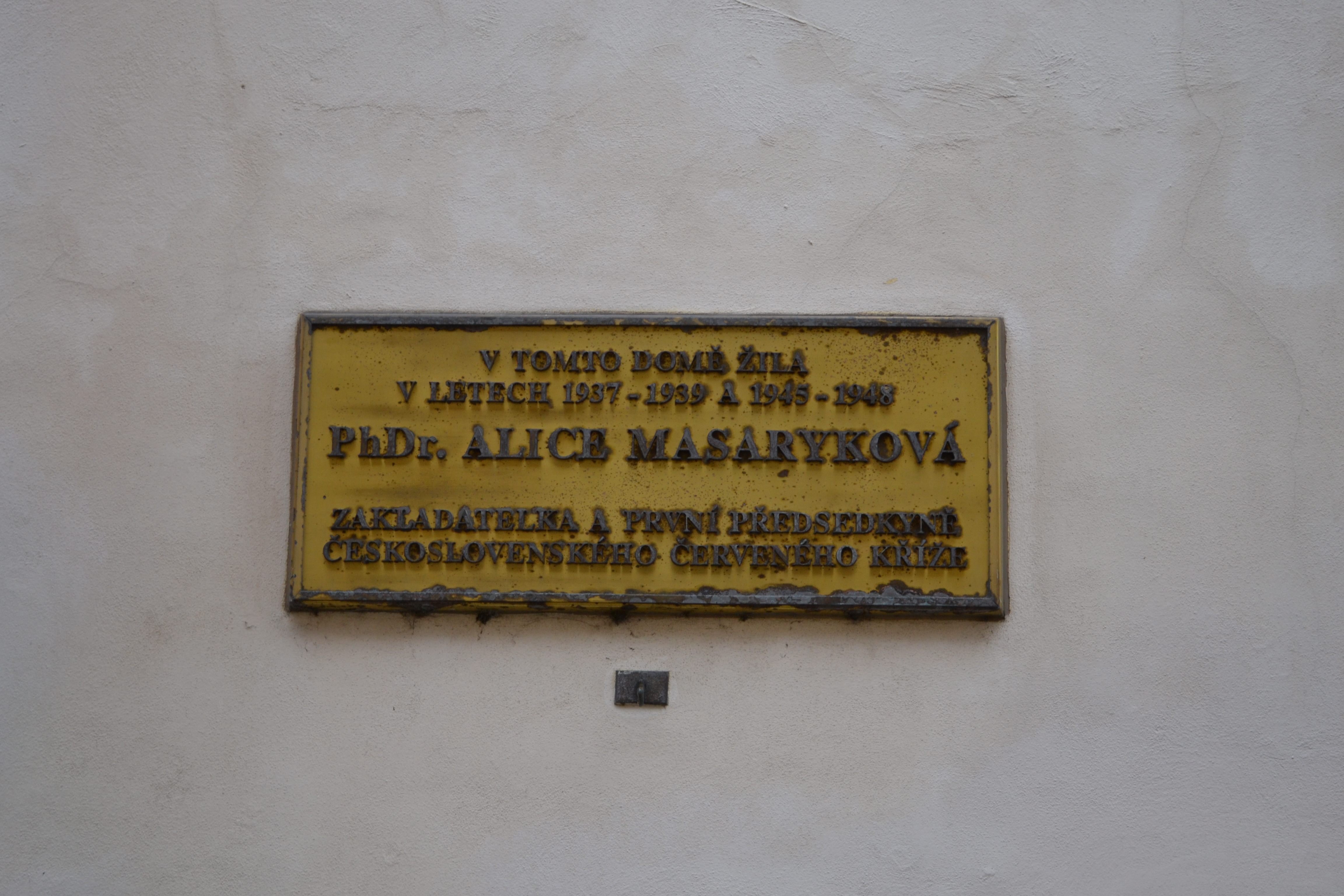
Pamětní deska na domě Loretánská 13 v Praze 1 na Hradčanech
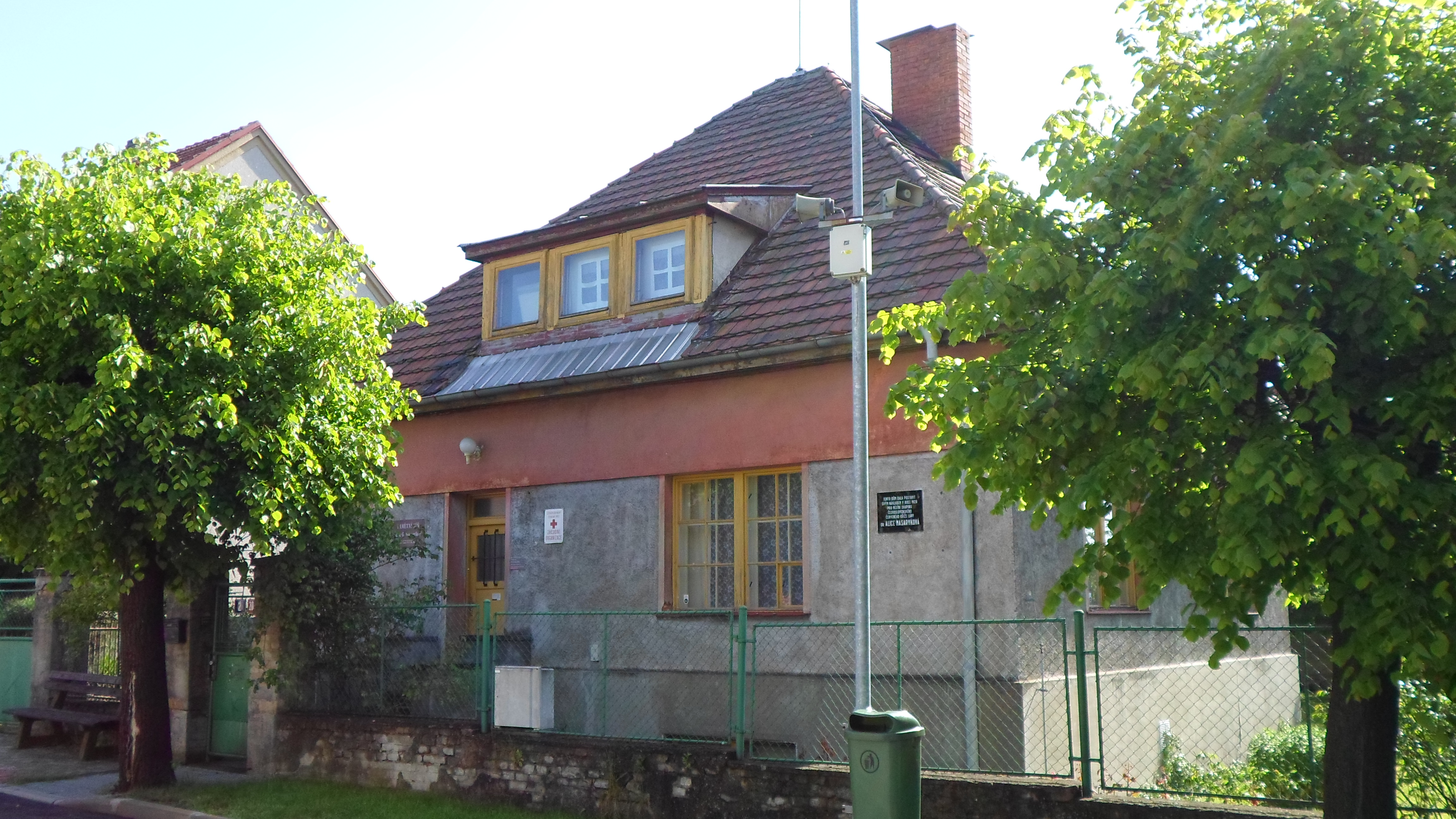
Pamětní síň Alice Masarykové v domě ČČK v Lánech
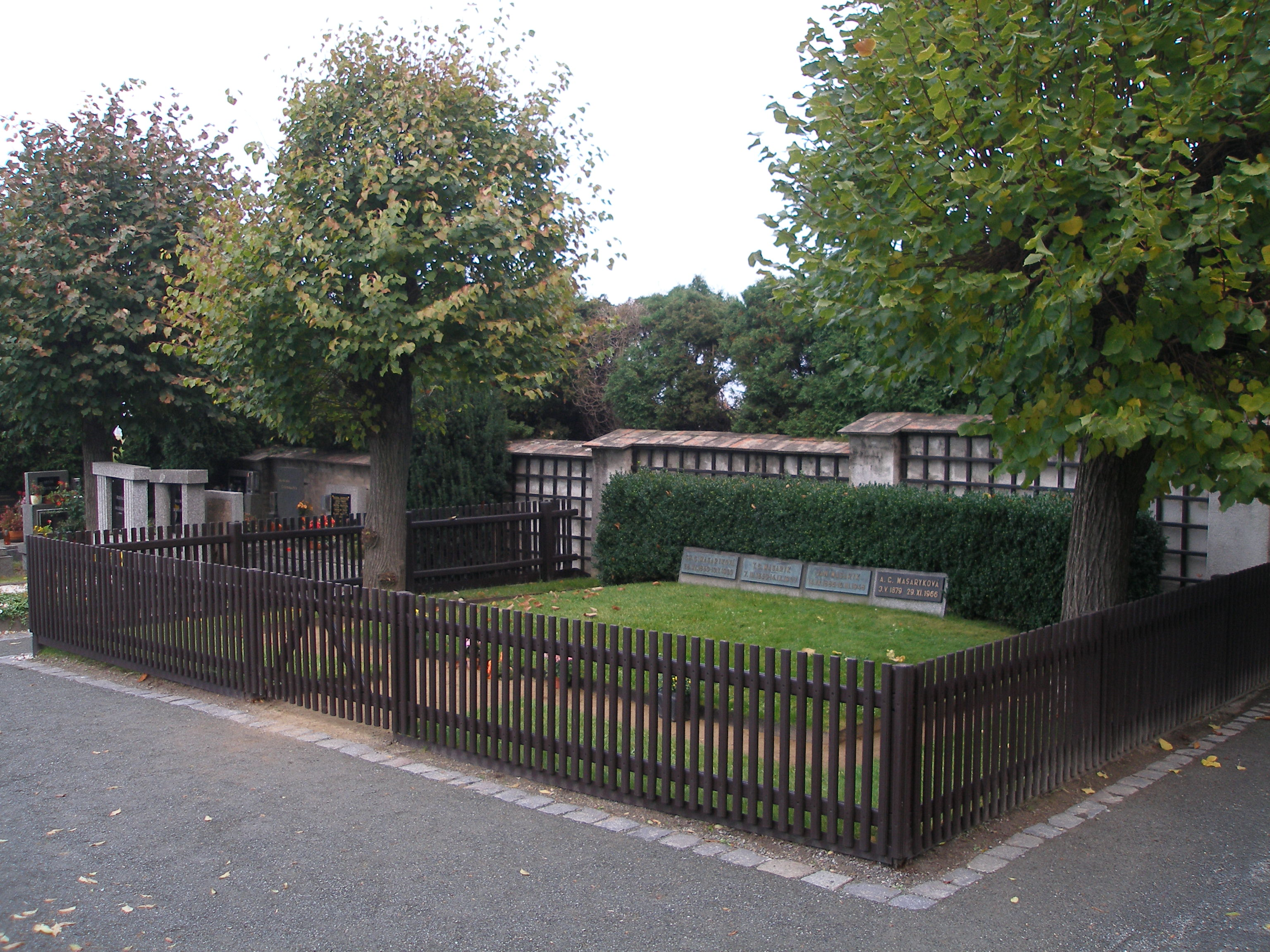
Rodinná hrobka v Lánech